# 丝路能源
丝路能源服务集团有限公司（港交所：8250，英文：Silk Road Energy Services Group Limited，简称：丝路能源），是香港交易所的一家上市公司，公司成立于2002年6月27日，主要从事煤矿开采业务，亦提供癌症诊断服务及从事医疗保健相关业务。于2004年6月6日在香港联合交易所创业板挂牌上市。
2017年，公司实现营业收入3.79亿港元，亏损1.40亿港元。